# كارول واين
كارول واين (بالإنجليزية: Carol Wayne)‏ هي ممثلة أمريكية، ولدت في 6 سبتمبر 1942 في شيكاغو في الولايات المتحدة، وتوفيت في 13 يناير 1985 في مانزانيلو في المكسيك بسبب غرق.

## وصلات خارجية
- كارول واين على موقع IMDb (الإنجليزية)
- كارول واين على موقع روتن توميتوز (الإنجليزية)
- كارول واين على موقع تيرنر كلاسيك موفيز (الإنجليزية)
- كارول واين على موقع إن إن دي بي (الإنجليزية)
- كارول واين على موقع قاعدة بيانات الفيلم (الإنجليزية)